# Howard McCord
Pour les articles homonymes, voir McCord.
Howard Lawrence McCord, né le 3 novembre 1932 à El Paso au Texas et mort le 3 novembre 2022 à Cleveland, est un écrivain américain.

## Œuvres traduites en français

### Roman
- L'homme qui marchait sur la Lune, Gallmeister, 2008 ((en) The Man Who Walked to The Moon, McPherson & Co, 1997), trad. Jacques Mailhos, 133 p.  (ISBN 978-2351780190)

### Récit
- En marchant vers l'extrême, Ring, 2013 ((en) Walking to Extremes in Iceland and New Mexico, McPherson, 2008), trad. François Hirsch, 173 p.  (ISBN 979-1091447102)

## Poésie
- Longjaunes son périple, La Barque et La Grange Batelière, 2019, ((en)  Longjaunes His Periplus. Kayak Press, 1968), traduction & postface de Cécile A. Holdban et Thierry Gillybœuf, 46 p.  (ISBN 978-2-917504-33-8)
- Poèmes chamaniques, La Part Commune, 2021, édition établie, traduite et présentée par Cécile A. Holdban et Thierry Gillybœuf, 224 p.  (ISBN 978-2-84418-414-6)